# Nghĩa vụ quân sự tại Hàn Quốc

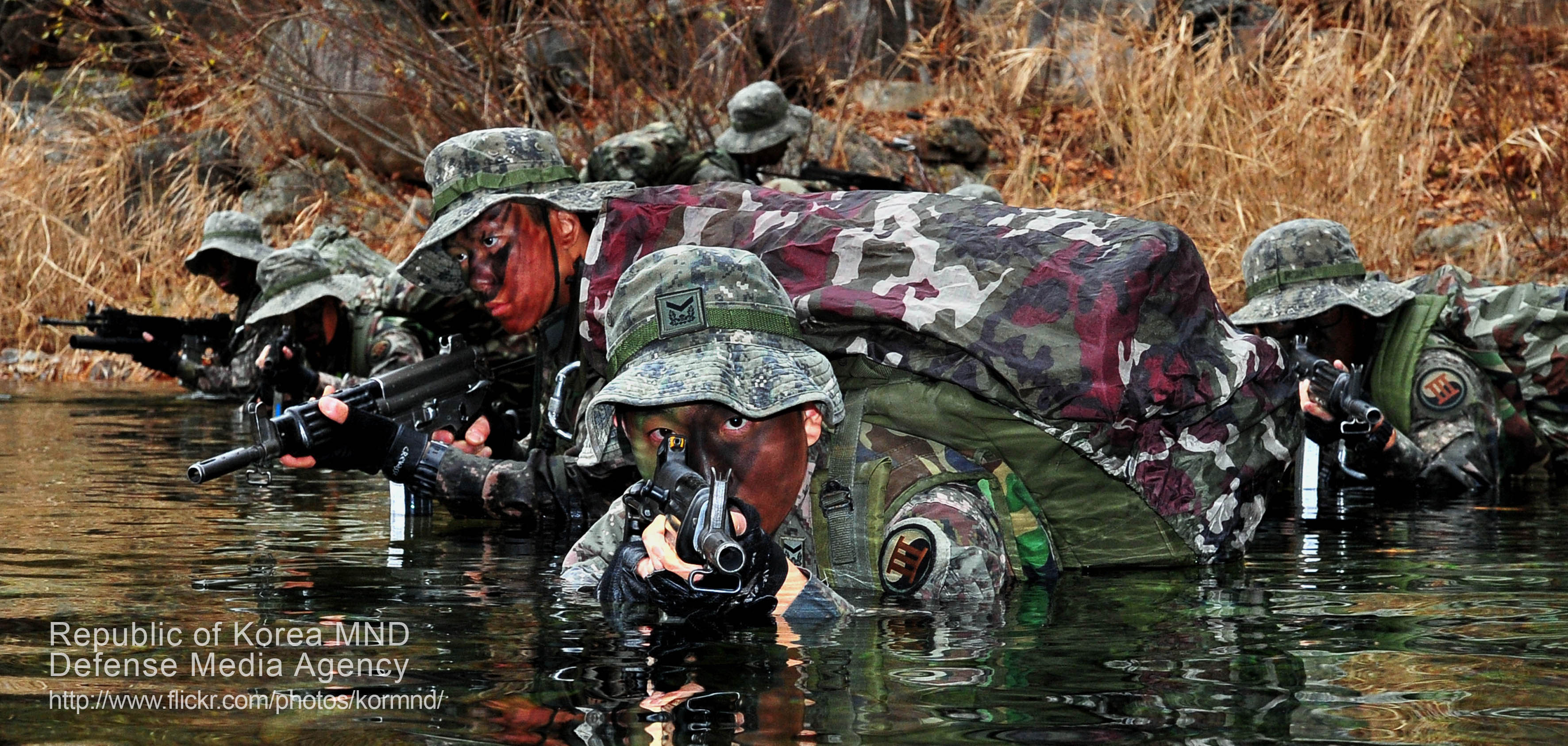
Binh lính Hàn Quốc đang tập luyện.

Chế độ quân dịch bắt buộc tại Hàn Quốc bắt đầu được áp dụng kể từ năm 1957, quy định tất cả các công dân nam mang quốc tịch Hàn Quốc trong độ tuổi từ 18 đến 35 đều phải thi hành nghĩa vụ quân sự bắt buộc trong quân ngũ một cách bình đẳng bất kể người đó là ai hoặc có xuất thân từ đâu. Nữ giới không bắt buộc phải thực hiện nghĩa vụ quân sự nhưng có thể đăng ký tình nguyện tham gia nhập ngũ. Hiện nay, quốc gia này đang tranh luận xem có nên yêu cầu bắt buộc nhập ngũ đối với nữ giới hay không.

## Tổ chức
Nền tảng của chế độ quân dịch bắt buộc tại Hàn Quốc được quy định trong Hiến pháp Đại Hàn Dân Quốc, ban hành vào ngày 17 tháng 7 năm 1948.

## Quy định

### Quy định chung
Đầu năm 2020, chính phủ Hàn Quốc đã ban hành luật nghĩa vụ quân sự mới. Luật mới này có một vài thay đổi lớn so với các năm trước. Cụ thể, nam thanh niên khi tròn 18 tuổi sẽ bắt buộc phải ghi danh nhập ngũ và đến năm 19 tuổi sẽ đi khám sức khoẻ quân sự. Sau khi khám, nếu đủ điều kiện sức khỏe đi nghĩa vụ quân sự thì các nam thanh niên sẽ có 2 lựa chọn: Một là lựa chọn đi thực hiện nghĩa vụ quân sự luôn hoặc nếu có việc riêng thì có thể xin tạm hoãn, tuy nhiên, việc tạm hoãn này cũng có thời hạn, thanh niên thuộc diện tạm hoãn vẫn bắt buộc phải đảm bảo thực hiện đầy đủ nghĩa vụ trong đúng độ tuổi. Sau khi thực hiện xong, các công dân sẽ được cấp cho "Giấy chứng minh đã thực hiện nghĩa vụ quân sự", đây là một tấm vé thông hành rất có trọng lượng trong xã hội Hàn Quốc. Những người sở hữu giấy chứng minh mình đã từng có thời gian làm quân nhân thường sẽ được hưởng ưu tiên hơn so với một người có cùng điều kiện nhưng chưa từng có cuộc sống trong quân ngũ. Vì vậy nên các nam thanh niên tại Hàn Quốc thường chọn nhập ngũ ngay trước khi nhập học hoặc sau khi học xong đại học.

### Thời gian đi nghĩa vụ và các trường hợp được miễn

#### Thời gian
- Lục quân và Thủy quân lục chiến: 18 tháng
- Hải quân: 20 tháng
- Không quân: 22 tháng[3]

Sau khi hoàn thành nghĩa vụ quân sự, các nam công dân sẽ tiếp tục nằm trong danh sách lực lượng dự bị trong vòng 6 năm tiếp theo để sẵn sàng được điều động bất cứ khi nào cần thiết.

#### Các trường hợp được miễn
- Người tàn tật
- Người mắc bệnh tâm thần
- Người mắc các bệnh truyền nhiễm
- Người không có khả năng lao động
- Vận động viên vượt qua vòng bảng World Cup môn bóng đá nam
- Vận động viên giành Huy chương Vàng tại ASIAD hoặc Huy chương Olympic. Tuy nhiên, những vận động viên này vẫn cần phải trải qua một đợt huấn luyện quân sự tập trung kéo dài 4 tuần
- Ngoài ra, còn có một bộ phận nhỏ công dân Hàn Quốc từ chối nhập ngũ vì lý do tín ngưỡng, tôn giáo. Hồ sơ và đơn từ chối nhập ngũ của các cá nhân này sẽ được thẩm định kỹ lưỡng tại Ủy ban Thẩm định Cơ quan Quản lý Nhập ngũ và Thực hiện Nghĩa vụ quân sự (MMA).[3]

### Lương, trợ cấp và chế độ đãi ngộ
- Binh nhì: 408.102 Won/tháng
- Binh nhất: 441.700 Won/tháng
- Binh Thượng: 448.229 Won/tháng
- Binh Trưởng: 504.892 Won/tháng[3]

Tuy khó khăn, gian khổ nhưng binh lính nghĩa vụ Hàn Quốc được hưởng rất nhiều ưu đãi như:
- Những người thực hiện tốt trong khoảng thời gian huấn luyện quân sự được cấp trên đánh giá cao khi hoàn thành thời gian thực hiện nghĩa vụ sẽ được các công ty ưu ái nhận vào làm việc.
- Trong vòng 6 năm kể từ khi xuất ngũ, tên của công dân sẽ có trong danh sách dự bị. Nằm trong danh sách này sẽ được tham gia thêm nhiều khóa huấn luyện nhằm ôn lại và nâng cao các kỹ năng chiến đấu. Nếu trong trường hợp có xảy ra chiến tranh, xung đột thì công dân đó sẽ tiếp tục vào thẳng trong hàng ngũ các lực lượng tinh nhuệ của quân đội Hàn Quốc.
- Những mặt hàng bày bán ở cửa hàng dành riêng cho quân nhân nghĩa vụ trong các doanh trại quân đội luôn được chính phủ trợ giá, giá thành rẻ hơn từ 20 đến 30% so với thị trường nhưng lại có chất lượng tương đương.
- Quân nhân và người nhà của quân nhân sẽ được nhận những ưu ái về việc khám, chữa bệnh.[3]

### Nghĩa vụ quân sự Hàn Quốc đối với người nước ngoài
Đối với những người nước ngoài nhập quốc tịch Hàn Quốc khi đã trưởng thành thì không phải thực hiện nghĩa vụ quân sự. Tuy nhiên, những nam thanh niên là con lai hoặc mang 2 quốc tịch (một trong hai là Hàn Quốc) thì từ năm 2009 không còn được miễn nhập ngũ nữa mà phải bắt buộc chọn 1 trong 2 lựa chọn:
- Thực hiện nghĩa vụ quân sự bắt buộc như những thanh niên Hàn Quốc bình thường khác để giữ quốc tịch
- Từ bỏ quốc tịch Hàn Quốc để không phải thực hiện nghĩa vụ quân sự. Tuy nhiên, những trường hợp này sẽ gặp nhiều bất lợi khi xin cấp Visa F4 (thị thực định cư diện đoàn tụ gia đình theo thứ tự ưu tiên) về sau này.[3]

### Trốn nghĩa vụ quân sự và hình phạt
Trốn nghĩa vụ quân sự ở Hàn Quốc tương đương với tội danh phản quốc. Đối với những trường hợp cố tình gian lận để trốn nghĩa vụ quân sự thường sẽ phải nhận án phạt 18 tháng tù giam đồng thời lưu trữ lại vào hồ sơ hình sự. Việc lưu hồ sơ này sẽ khiến người nhận án gặp rất nhiều khó khăn trong việc xin việc làm, cơ hội xin việc thành công gần như không thể. Hơn thế nữa, người trốn nghĩa vụ không những chịu sự trừng phạt của Tòa án mà còn chịu sự giày vò của "tòa án lương tâm" cùng sự khinh thường và những lời phỉ báng của công chúng. Một số trường hợp trốn nghĩa vụ quân sự nổi tiếng có thể kể đến như: nam ca sĩ Steve Yoo (Yoo Seung Joon) bị trục xuất vĩnh viễn khỏi Hàn Quốc năm 2012 và MC Mong (Shin Dong Hyun) bị kết án 6 tháng tù giam do cố tình nhổ bớt răng để bản thân không đủ điều kiện sức khỏe tham gia nghĩa vụ.

## Tranh cãi
Công chúng Hàn Quốc vốn nhạy cảm với vấn đề nghĩa vụ quân sự bắt buộc của đất nước và gần như tuyệt đối không dung tha cho những ai cố gắng trốn tránh hay được hưởng ân huệ đặc biệt, nhất là sau những vụ bê bối của các gia đình giàu có bị bắt gặp đang cố né tránh nghĩa vụ quốc gia. Những người bị bắt quả tang hoặc bị kết tội trốn quân dịch và lơ là bổn phận thường phải đối mặt với án phạt nặng nề và chịu phản ứng dữ dội từ phía công chúng.